# Parafia bł. Edmunda Bojanowskiego w Warszawie
Parafia Błogosławionego Edmunda Bojanowskiego – parafia rzymskokatolicka należąca do dekanatu ursynowskiego, archidiecezji warszawskiej, metropolii warszawskiej Kościoła katolickiego. Obsługiwana przez księży archidiecezjalnych.

## Historia
Parafia została erygowana w 2001 roku. Kościół parafialny znajduje się w budowie. Nabożeństwa odprawiane są w górnym kościele.

## Proboszczowie
- ks. Adam Zelga, proboszcz (2001–2025)
- ks. Paweł Budziak, proboszcz (od 2025)[2]